# Hisaichi Terauchi
El Conde Hisaichi Terauchi (寺内 寿一  Terauchi Hisaichi ?,  8 de agosto de 1879 – 12 de junio de 1946) fue un Mariscal de Campo del Ejército Imperial Japonés y el comandante del Ejército Expedicionario del Sur durante la Segunda Guerra Mundial.

## Biografía
Terauchi nació en la Prefectura de Yamaguchi y fue el hijo mayor de Masatake Terauchi, quien se convertiría en primer ministro de Japón años más adelante. Se graduó de la 11.ª promoción de la Academia del Ejército Imperial Japonés en 1900 y sirvió en el ejército durante la guerra ruso-japonesa.
Luego de la guerra Terauchi regresó a la Escuela Militar Imperial y se graduó en la 21.ª clase en 1909. Luego de graduarse pasó un tiempo en Alemania como agregado militar y dictó clases en la Academia del Ejército Imperial.

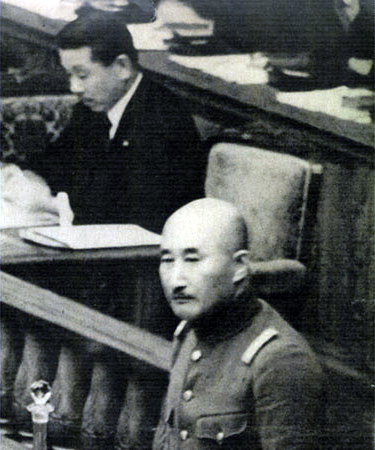
Koki Hirota y Hisaichi Terauchi en la Dieta de Japón.

En 1919 fue ennoblecido con el título de conde (kazoku) y fue ascendido al rango de coronel en el ejército. Fue nombrado mayor general en 1924.
Terauchi se convirtió en Jefe del Estado Mayor del Ejército Imperial Japonés en Corea en 1927. Luego de ser ascendido al rango de teniente general en 1929, fue asignado al 5.ª División del EIJ y fue transferido a la 4.ª División en 1932. En 1934 se convirtió en el comandante del Ejército Japonés de Taiwán.
En octubre de 1935, Terauchi fue ascendido a general y se unió a la facción política Kodoha. Luego del Incidente del 26 de febrero en 1936, se convirtió en el ministro de Guerra designado por el ejército, intensificando el conflicto entre el ejército y los partidos políticos de la Dieta de Japón.
Terauchi regresó al campo de batalla luego de que se le asignara el comando del Ejército del Área del Norte de China inmediatamente después de que estallara la segunda guerra sino-japonesa. Fue galardonado con la Orden del Sol Naciente en 1938 y el 6 de noviembre de 1941 se le asignó el comando de Ejército Expedicionario del Sur. Poco después de esto comenzó los preparativos para la Guerra del Pacífico junto al Almirante Yamamoto Isoroku.
Luego de liderar la conquista del sureste asiático, Terauchi estableció su base de operaciones en Singapur. Fue nombrado mariscal de campo el 6 de junio de 1943 y se trasladó a las Filipinas en mayo de 1944. Cuando esta área se vio amenazada, se retiró a Saigón en la Indochina Francesa. Luego de recibir las noticias de que Birmania había sido perdida, sufrió un ataque cerebral el 10 de mayo de 1945.
El 12 de septiembre de 1945, el Itagaki Seishiro firmó la rendición de 680.000 soldados japoneses que estaban en el sureste asiático en su nombre en Singapur. Terauchi se rindió personalmente ante Luis Mountbatten el 30 de noviembre de 1945 en Saigón y murió en un campamento de prisioneros de guerra en Malasia luego de sufrir otro ataque cerebral mientras se encontraba prisionero allí.
Terauchi entregó su espada wakizashi a Lord Montbatten en Saigón en 1945 como símbolo de su rendición. La espada, que expertos creen tiene casi 600 años, ahora se encuentra en el Castillo de Windsor, una vez que Lord Montbatten se la entregó al rey Jorge VI. La espada también fue el objeto de un incidente diplomático en los años 1960 cuando la reina quería exhibirla durante una cena en la que recibieron al Príncipe Hirohito.
La tumba de Terauchi se encuentra en el Japanese Cemetery Park en Singapur.